# Otto Kinkeldey
Otto Kinkeldey (ur. 27 listopada 1878 w Nowym Jorku, zm. 19 września 1966 w Orange w stanie New Jersey) – amerykański muzykolog.

## Życiorys
Uzyskał stopień Bachelor of Arts w City College of New York (1898) i Master of Arts w New York University (1900), gdzie studiował filozofię i filologię angielską. W latach 1900–1902 odbył studia muzyczne u Edwarda MacDowella na Columbia University. Od 1903 do 1905 roku studiował w Berlinie u Roberta Radeckego, Arthura Egidiego i Carla Thiela w Akademisches Institut für Kirchenmusik oraz u Oskara Fleischera, Maxa Friedlaendera, Hermanna Kretzschmara, Johannesa Wolfa i Carla Stumpfa na Uniwersytecie Berlińskim. W latach 1907–1909 na zlecenie redakcji „Denkmaler Deutscher Tonkunst” podróżował po Niemczech, zbierając archiwalia muzyczne. W 1909 roku obronił doktorat na podstawie dysertacji Orgel und Klavier in der Musik des 16. Jahrhunderts (wyd. Lipsk 1910), a w następnym roku uzyskał habilitację na podstawie pracy doktorskiej. Od 1909 do 1914 roku przebywał we Wrocławiu, gdzie wykładał historię muzyki i był bibliotekarzem w Königliches Institut für Kirchenmusik tamtejszego uniwersytetu, był też członkiem zarządu Opery Wrocławskiej oraz inspektorem organów na Śląsku.
W 1914 roku wrócił do Stanów Zjednoczonych. W latach 1915–1923 i 1927–1930 był kierownikiem działu muzycznego nowojorskiej Public Library. Od 1923 do 1930 roku wykładał muzykę na Cornell University. W 1930 roku założył tam pierwszą amerykańską katedrę muzykologii, którą kierował do 1946 roku. Pracował też w uniwersyteckiej bibliotece. Był współzałożycielem American Musicological Society, w latach 1934–1936 i 1940–1942 pełnił funkcję jego przewodniczącego.
Uważany jest za twórcę muzykologii amerykańskiej, przeniósł na tamtejszy grunt dorobek teoretyczny niemieckiej szkoły muzykologicznej. Przyczynił się także do rozwoju bibliotekarstwa muzycznego, które stało się istotną dziedziną pomocniczą. W swoich rozważaniach naukowych łączył refleksje nad muzyką, jako podstawowym przedmiotem wiedzy muzykologicznej, z perspektywą historyczną i osiągnięciami innych dyscyplin naukowych. Opublikował pracę What We Know About Music (Ann Arbor 1946).